# Оходза (Малопольське воєводство)
Оходза (пол. Ochodza) — село в Польщі, у гміні Скавіна Краківського повіту Малопольського воєводства.
Населення — 913 осіб (2011).
У 1975-1998 роках село належало до Краківського воєводства.

## Демографія
Демографічна структура станом на 31 березня 2011 року:
|          | Загалом | Допрацездатний вік | Працездатний вік | Постпрацездатний вік |
| -------- | ------- | ------------------ | ---------------- | -------------------- |
| Чоловіки | 427     | 112                | 279              | 36                   |
| Жінки    | 486     | 115                | 289              | 82                   |
| Разом    | 913     | 227                | 568              | 118                  |